# ممبار

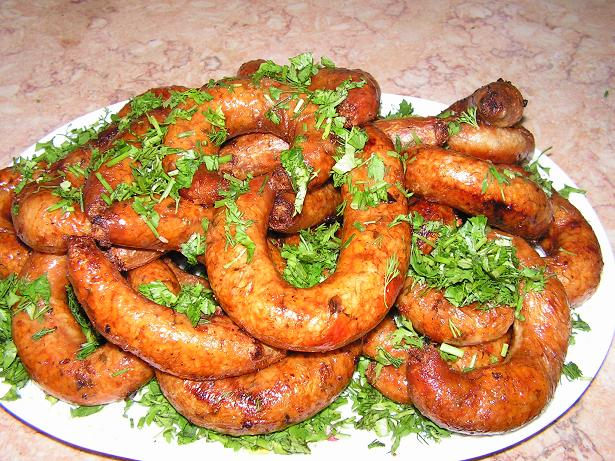
الممبار على الطريقة المصرية

المِنبار أو الممبار أو الفوارغ وكذلك يسمى الطراف أو الشخاتير (في فلسطين) هو طبق يحضّر في البلدان العربية، خاصّةً في المناسبات، ويتطلّب تحضيره بعض الوقت ويعتبر طبق دسم، ويمكن أن يحضّر أيضًا بطريقة خفيفة بحيث يتألف من كروش الخروف ومصرانه التي تحشى بالأرز وقد يضاف إليه الطماطم والبصل والثوم والكزبرة والزيت وصلصة الطماطم والبهارات.
الممبار في مصر هو ما يعرف في سوريا بالقباوات أو السندوانات ويعرف في ليبيا بالعصبان وهي أمعاء الخروف الدقيقة المحشية بالأرز. تختلف الحشوة من بلد لآخر ويبقى الأرز المكون الأساس للحشوة.

## التأثيل
أصل كلمة منبار أو ممبار من التركية العثمانية بومبار وهي من مَبار الفارسية.

## المكونات
- نقانق
- أرز
- طماطم
- بصل
- ثوم
- كزبرة
- زيت الطهي
- بهارات

## الحقائق الغذائيّة
الحقائق الغذائيّة لكل 100 غرام من الممبار (المكون بشكل أساسي من الكرشة المحشوة باللحم المفروم والأرز)
- السعرات الحرارية: 128
- إجمالي الدهون: 5.5 غ
- الدهون المشبعة: 1.6 غ
- الدهون غير المشبعة: 3.9 غ
- كوليسترول: 64 ملغ
- صوديوم: 174 ملغ
- إجمالي الكربوهيدرات: 11 غ
- ألياف غذائيّة: 1.7 غ
- سكريات: 0.3 غ
- بروتين: 8.4 غ
- تختلف القيم الغذائيّة باختلاف الحشوة وطريقة الطهي.

## وصلات خاريجة
- وصفة الممبار مع معلوماتها الغذائية